# Удельница

С. М. Прокудин-Горский. Село Девятины Вытегорского уезда Олонецкой губернии. 1909 год

Уде́льница, уделина, удилёна, куде́льница, кади́льница — в русской мифологии окрестностей Онежского озера дух, связанный с полем, лесом, ручьями и перекрёстками. Его представляли либо в виде чёрной волосатой женщины, либо в виде сороки. На основе немногочисленных материалов можно судить, что этот мифологический персонаж охранял поле и одновременно вредил беременным и детям. Исследователи пытаются возвести персонаж к божествам вегетации и плодородия или к божествам судьбы.

## История исследования
Информация об этом мифологическом персонаже очень скудна. В 1874 году этнограф и фольклорист Е. В. Барсов опубликовал заметку «Северные сказания о лембоях и удельницах» на основе собранных им демонологических материалов из Заонежья (тогда Петрозаводский уезд Олонецкой губернии), в ней он привёл некоторые подробности об этом персонаже. В 1915 году поэт Н. А. Клюев, родившийся в Обонежье, упоминает «матушку ржаную Удилёну» в своей поэме «Беседный наигрыш». В 1976 году экспедиция Ленинградского университета также обнаружила в Заонежье (ныне Медвежьегорский район Республики Карелия) представления об удельницах / кудельницах, однако уже деградировавшие до воспоминаний о детских запугах и практически лишённые деталей. Также во второй половине XX века были сделаны записи в Обонежье и на западе Вологодской области. Несмотря на бедность материала, исследователи пытаются реконструировать значение и функции персонажа.

## В лесу и поле
В Олонецкой губернии рассказывали, что удельница показывается у лесных ручьёв, кудельница ходит в лесах. По дороге из села Космозеро через гору в Фойму-губу в Заонежье был ручей, называемый Букин порог, откуда якобы «от древности выходили удельницы и показывались на росстанях: волосы у них длинные, роспущенные… а сами [удельницы] чёрные. Как поставили на росстанях кресты, они исчезли».
Также считалось, что удельница и кудельница могут встретиться в зреющем поле, часто ржаном. Кудельница оберегает его. «Матушка ржаная Уделина, господи благослови!» — говорили в начале жатвы в Череповецком районе Вологодской области. Поэт Н. А. Клюев, родившийся в Вытегорском уезде Олонецкой губернии (ныне Вытегорский район Вологодской области) в своей поэме «Беседный наигрыш. Стих доброписный» 1915 года написал:
Они веруют Лютеру-богу,

На себя креста не возлагают,

Великого говения не правят,

В Семик-день веника не рядят,

Не парятся в парной паруше,

Нечистого духа не смывают,

Опосля Удилёну не кличут:

«Матушка ржаная Удилёна,

Расчеши солому — золот волос,

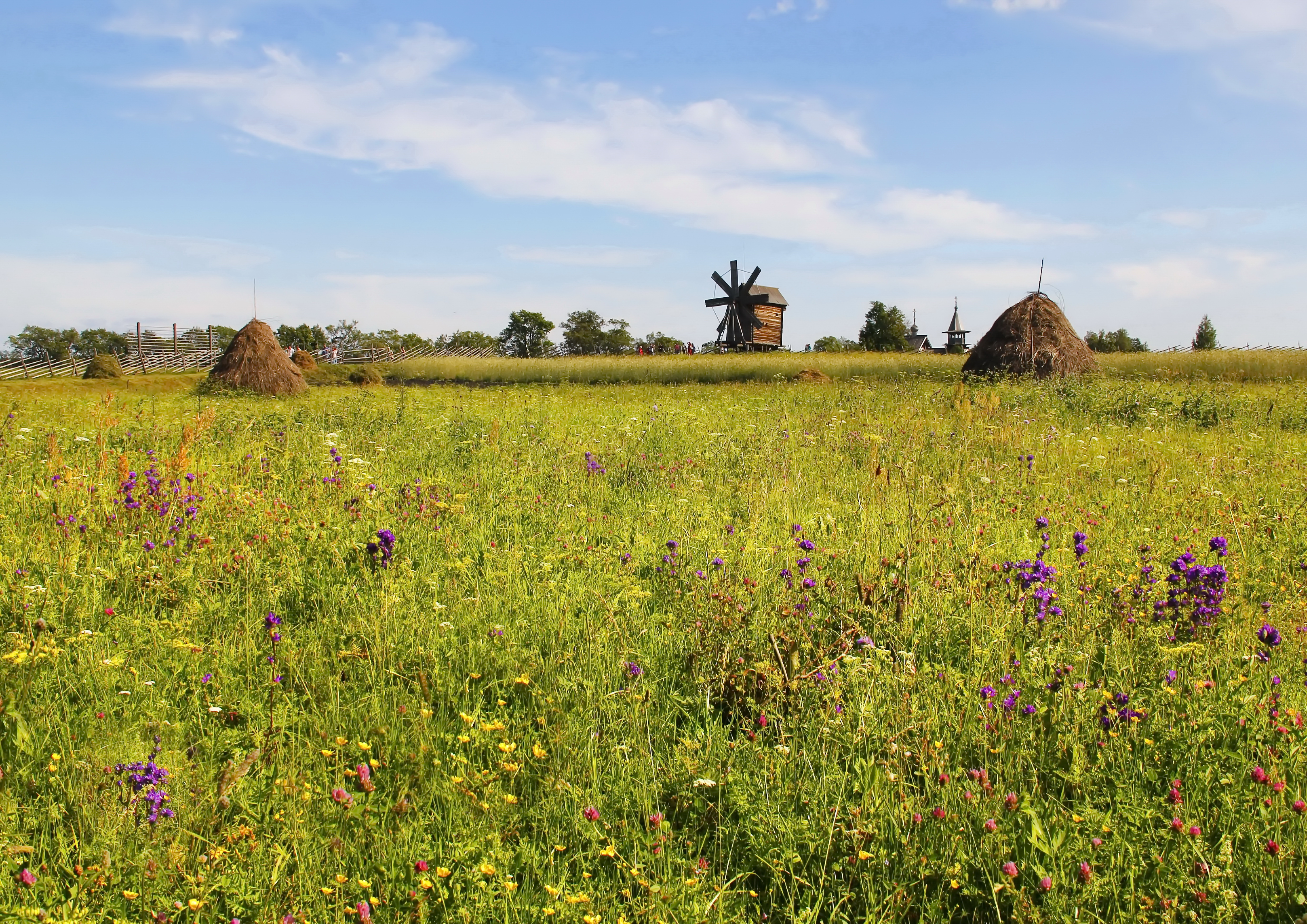
Поле в Заонежье

Сдобри бражкой, патокою колос…»
Северные вепсы деревни Урицкое Подпорожского района Ленинградской области в начале XX века в Петров день, 29 июня (12 июля), совершали такой обряд: всей семьёй выходили в ржаное поле, взяв с собой миску творога, и, сев на полосе, съедали немного, а остальное разбрасывали ложками через плечо на поле. Вепсы говорили при этом: «Утли-катли! Иди творог есть!» (вепс. «Utli-katli! Tule sästoď sömha!»), но в одной смешанной вепсско-русской семье вместо этого по-русски произносили: «Будильница-кадильница! Иди сыру есть!»
Кудельница преследует детей, может захватить их резиновыми клещиками. Кудельницей и удельницей «сполохали» ребят, чтобы не ходили одни в лес и ржаное поле. Кудельница являлась и на межах, чем напоминает межевого и полевого: «В поле кудельница есь. Траву по своим межам рвёшь, а как мала на чужую зайдёшь, клещами захватит». Удельница, как и кикимора, может похитить ребёнка, если он не подпоясанный. Считалось, что удельница особенно опасна ночью, а также одну минуту в полдень и на закате.
В жиздренском уезде Брянской области была былина про удельницу.
В деревне горелково жыла баба хата у неё покосившаяся и сама она была та неотмира сего. Ходила она к ручью в ночь перед петровым днём и жгла костры на берегу. Ив одну та ночь ушла она и невернулася когда пошли траву косить.А детяти наши без присмотра осталися. Побежаль они к ручью малинку собирати. Вярнулися с криками. На вопросы што стряслось молчать. А у ночь все неспали дети и мы. Кто-то ходил и скрябся в окна. А бабка знахарка вишла из дому да облила эту шмань святой вадой та. На следушее утро сказала -это была удельница. Бабка та померла и удельницой стала. пошли поставили по перекрёсткам кресты. Стех пор небыло удельниц.
Записоно дмитреем Калиновым. Деревня горелково Бранского района.

## Вред беременным

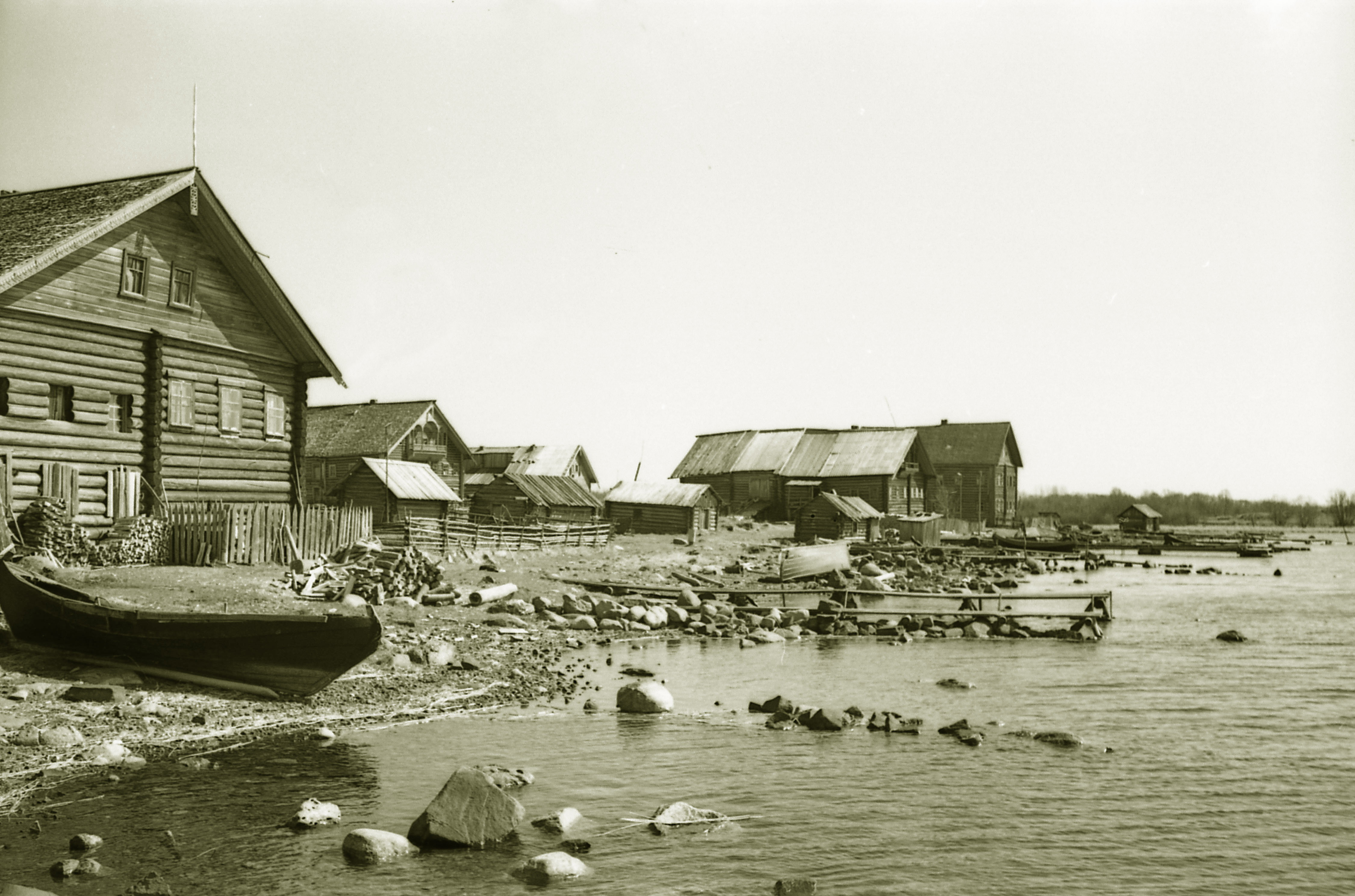
Деревня Сибово Медвежьегорского района Карелии. 1970 год

По поверьям Заонежья удельницы «производят жильне-трясущий удар или родимец: бьют и ломают человека, как попало. Для спасения одержимого этим недугом садят его на три соломенных креста — и спит он на них шесть недель — и призывают Илью Пророка, чтобы шёл он на помощь, на „черной облаке [sic] и на огненной колеснице, и натянул бы лук свой, и спустил бы калену стрелу, и убил бы врага, и очистил бы раба от жильне-трясущих ударов“». Судя по всему, речь идёт о родильной горячке.
Там же считали, что если беременная женщина «спит навзничь, нараспашку, пояса нет, а случится на столе ножик, удельница вынимает им младенца. Оттого рожают уродов, или женщина понесёт, а живот окажется пустой». Например, записана такая история: в селе Толвуя в Заонежье «один мужик ночевал под лодкой. Прилетала сорока, защекотала, и другая защекотала. Одна другой и говорит: „Ты где была?“ — „Я была в Лопском об Онего-к Донилову“. — „А што ты сделала?“ — „Я сделала — ребёнка выняла и клала на место голик [веник без листьев:494]. А ты што сделала?“ Мужик кашлянул. Они пристали. Мужик дал клятву не сказывать. Их после видали».

## Этимология и анализ персонажа

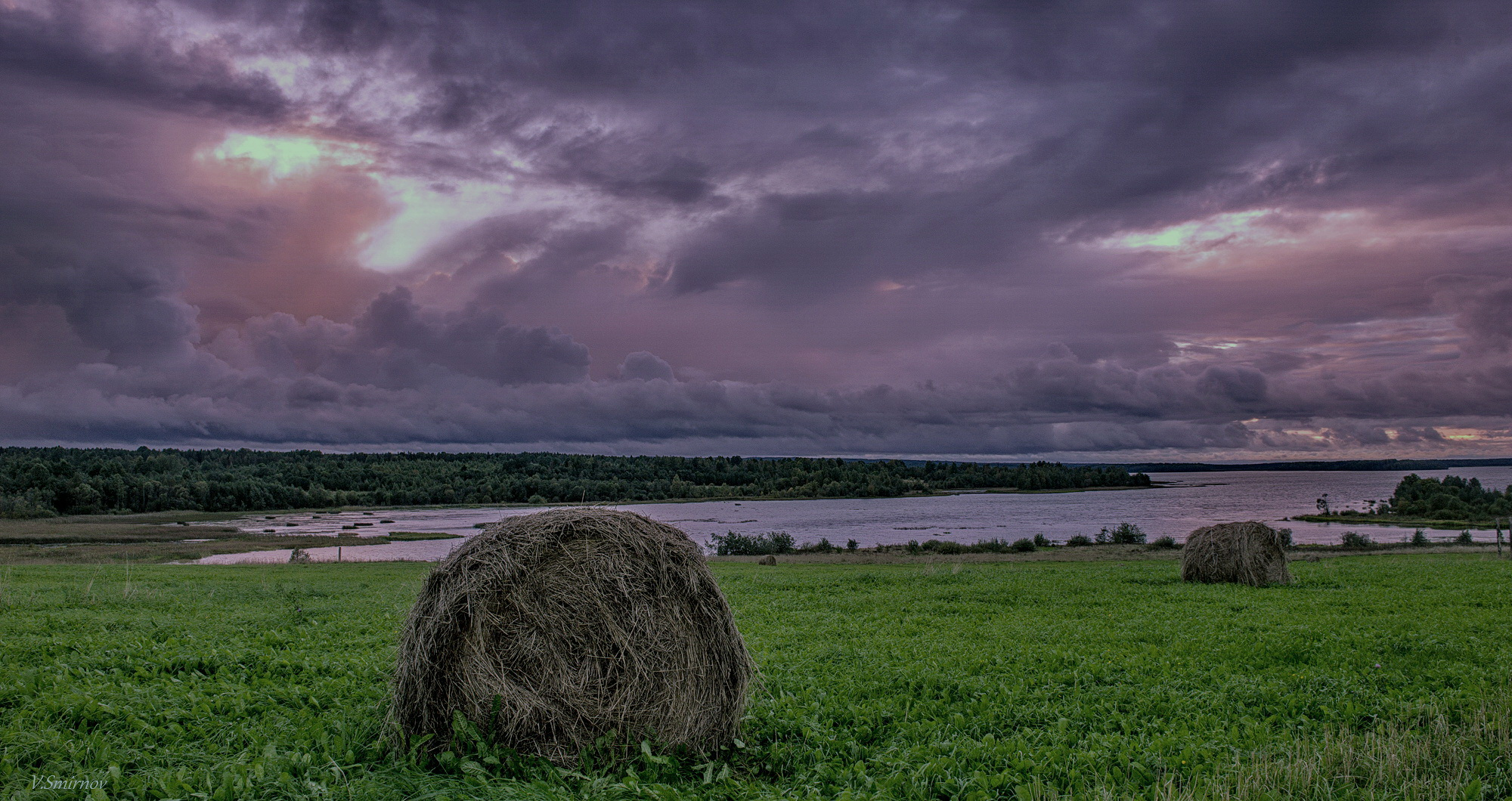
Поле в Вытегорском районе Вологодской области

По мнению О. А. Черепановой и др., олонецкое слово удельница происходит от диалектного онежского глагола удить 'спеть, зреть, наливаться (о зерне)' и от диалектного существительного у́денье 'полдень', 'жаркое время', 'полуденный отдых'. Удельница / кудельница схожа с появляющейся в ржаных полях, на межах, опасной для детей полудницей или ржаницей — по мнению Черепановой и др. это может быть один и тот же мифологический персонаж. Она считает, что удельница, наряду с другими современными духами русской мифологии, восходит «к единому архетипу — древнему божеству вегетации и плодородия, связанному с солнцем и водой, с детьми и деторождением», однако в её образе ныне преобладает одна черта — вред детям. Если слово удельница первично, то «слова кудельница и кадильница — поздние трансформации наименования, возникшие в результате затухания прежних этимологических связей и установления новых корреляций» с корнями куд- (кудесник 'колдун' и кудель 'льняная пряжа') и кад- (кадить 'курить, жечь благовония').
Впрочем, как отмечает М. Н. Власова, по верованиям Олонецкой губернии XIX века удельница ассоциируется больше не с полуденным полем, а с водой и лесом. Внешним видом она напоминает «страшную» лесную русалку, лешачиху. Выход из ручьёв приближает её к водяному:334—335. Подобно ведьме-вещице она уродует младенцев, губит их и рожениц, может превращаться в сороку — Власова видит в ней «мостик» между этими двумя северорусскими персонажами.

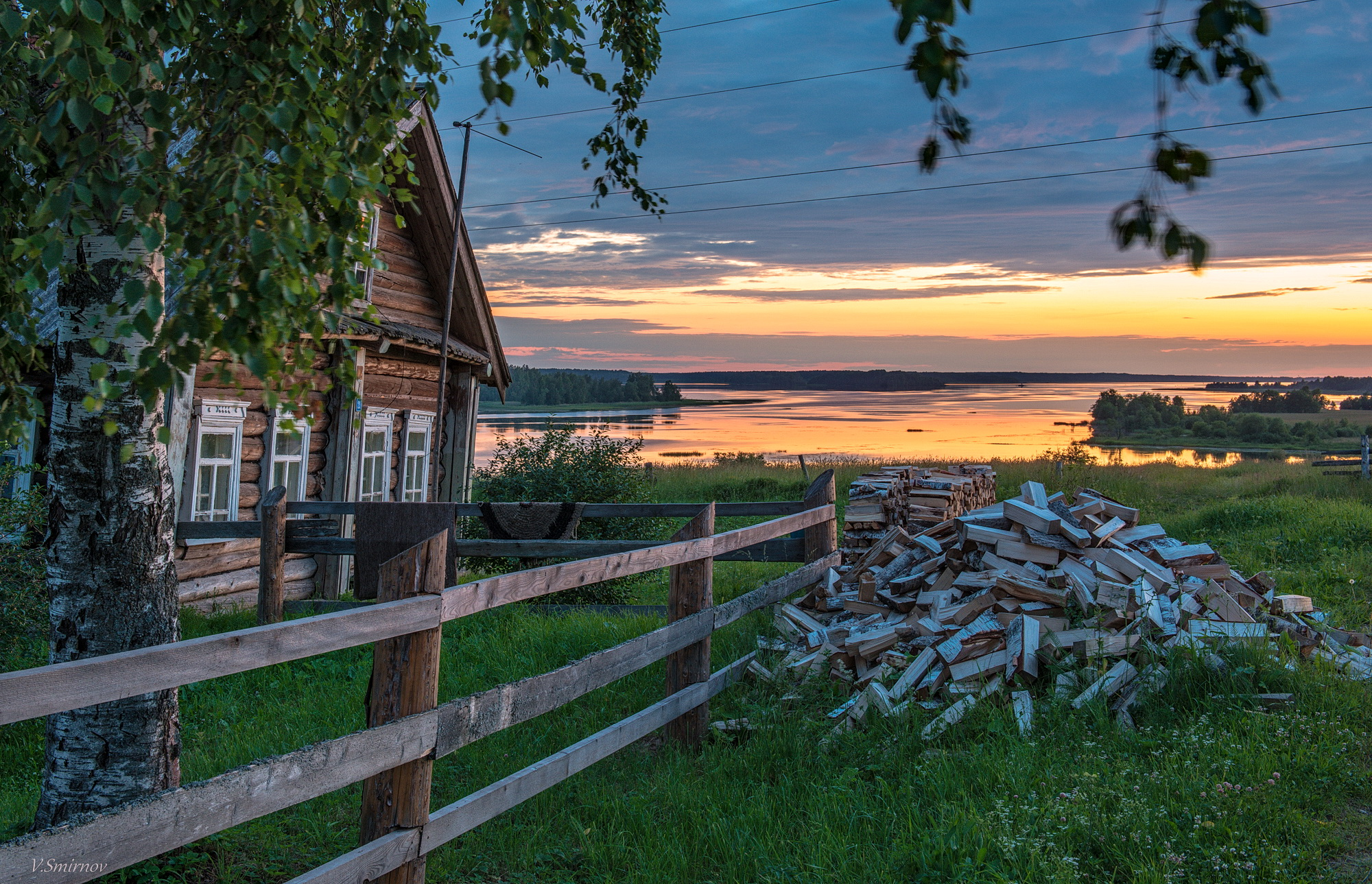
Дом в Вытегорском районе Вологодской области

По мнению М. Н. Власовой, крестьяне, по-видимому, могли связывать имя удельницы с представлением об уделе — участи, доле, судьбе человека, на которые при рождении может влиять данный мифологический персонаж. При этом буквальное значение слова кудельница в северорусских говорах XIX―XX веков — пряха, а прядение также в народных представлениях связывалось с судьбой. Исследовательница считает, что «удельница — существо, властное над жизнью, судьбой рождающегося человека и женщины-матери; с другой стороны, она существо природное, стихийное, связанное со всеобъемлющей и насущно необходимой для жизни стихией воды». В образе кудельницы исследовательница видит слияние «представлений о духе поля и о существе, оберегающем межу (границу, предел)». Возможно, кудельница / удельница «персонифицирует и определяет и земельный надел, удел („предел“ поля), и удел, судьбу человека, ребёнка».
Н. А. Криничная толкует имя удельницы от слова удел 'доля, судьба' и рассматривает словосочетание другодольная удельница в работе Е. В. Барсова как расширенное имя персонажа, обе части которого указывают на связь с судьбой. Она видит в ней «сниженного и, следовательно, уже вредоносного духа, ведающего младенцами, выделившегося из сонма домашних божеств» и соответствовавшего некогда рожаницам как божествам, помогавшим при родах, оберегавших младенцев и заведовавших судьбой человека:460—461. От слова удел выводит удельницу и А. В. Никитина, предполагая её древность и связь с судьбой и границами поля. По мнению Т. А. Новичковой, другодольная удельница — это «дух — похититель доли, счастья, судьбы доброй и дающий другой удел в жизни: болезнь, смерть, уродство».